# Храм Святого Миколая (Ґулістан)
Храм Святого Миколая (узб. Avliyo Nikolay ibodatxonasi) — архітектурна пам’ятка, розташована в місті Ґулістан (Сирдар'їнська область, Узбекистан). Споруджений у 1945 році як молитовний будинок, сьогодні він функціонує як діючий православний храм та входить до складу Ташкентської та Узбекистанської єпархії Середньоазіатського митрополичого округу Російської православної церкви. Будівля розташована за адресою: вулиця Туркістон, будинок 94.

## Історія
У 1890 році в селі Ґулістан, що входило до складу Туркестанського генерал-губернаторства Російської імперії, було зведено великий храм із паленої цегли, здатний вмістити щонайменше сто парафіян. Проте у 1930-х роках, в період радянської влади, його було знесено. У 1945 році ухвалили рішення про будівництво нового молитовного будинку в Ґулістані. Спорудження тривало менше року, і будівля була зведена з глинобитної цегли. 9 листопада 1945 року новий храм відчинив свої двері для парафіян і був урочисто освячений.
У 1955 році молитовний будинок було офіційно зареєстровано як храм, освячений на честь Святителя Миколая. З 10 червня 1955 року, з благословення єпископа Єрмогена Нікольського, розпочалася його реконструкція. У 1957 році було добудовано бабинець, а також встановлено хрести. Після завершення робіт єпископ Єрмоген звершив освячення оновленого храму, а прибудований притвор освятив протоієрей Федір Симиненко.

## Настоятелі
У 1980–1990-х роках у храмі звершував своє служіння протоієрей Микола Пустовіт. У 1997 році настоятелем храму було призначено ієрея Олега Варавіна, який очолював парафію протягом восьми років, аж до 2005 року. З 2005 року і до сьогодні настоятелем храму є ієрей Павло Сергєєв, під керівництвом якого триває діяльність громади та підтримується релігійне життя парафії.

## Галерея

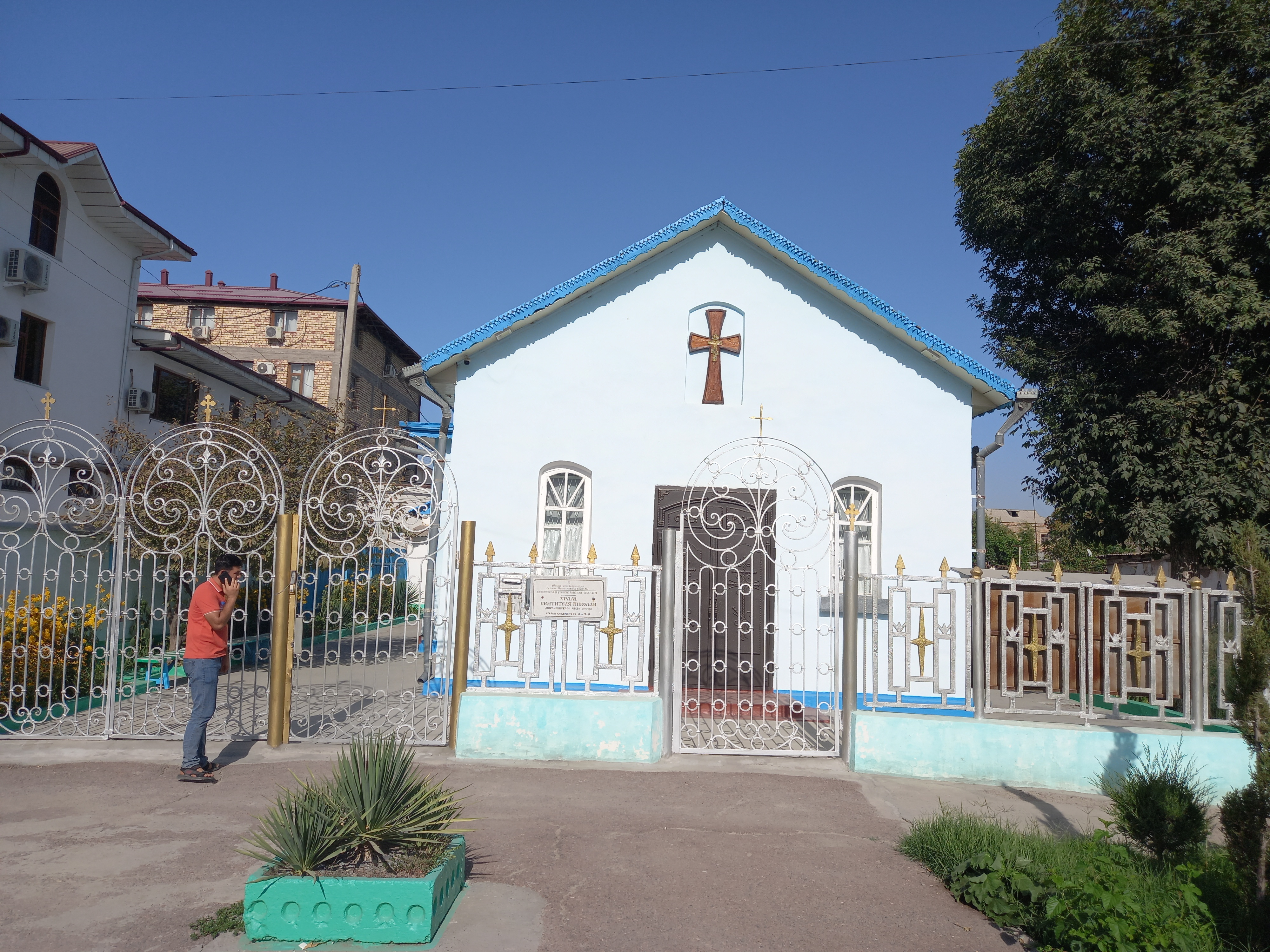
Головний вхід до храму
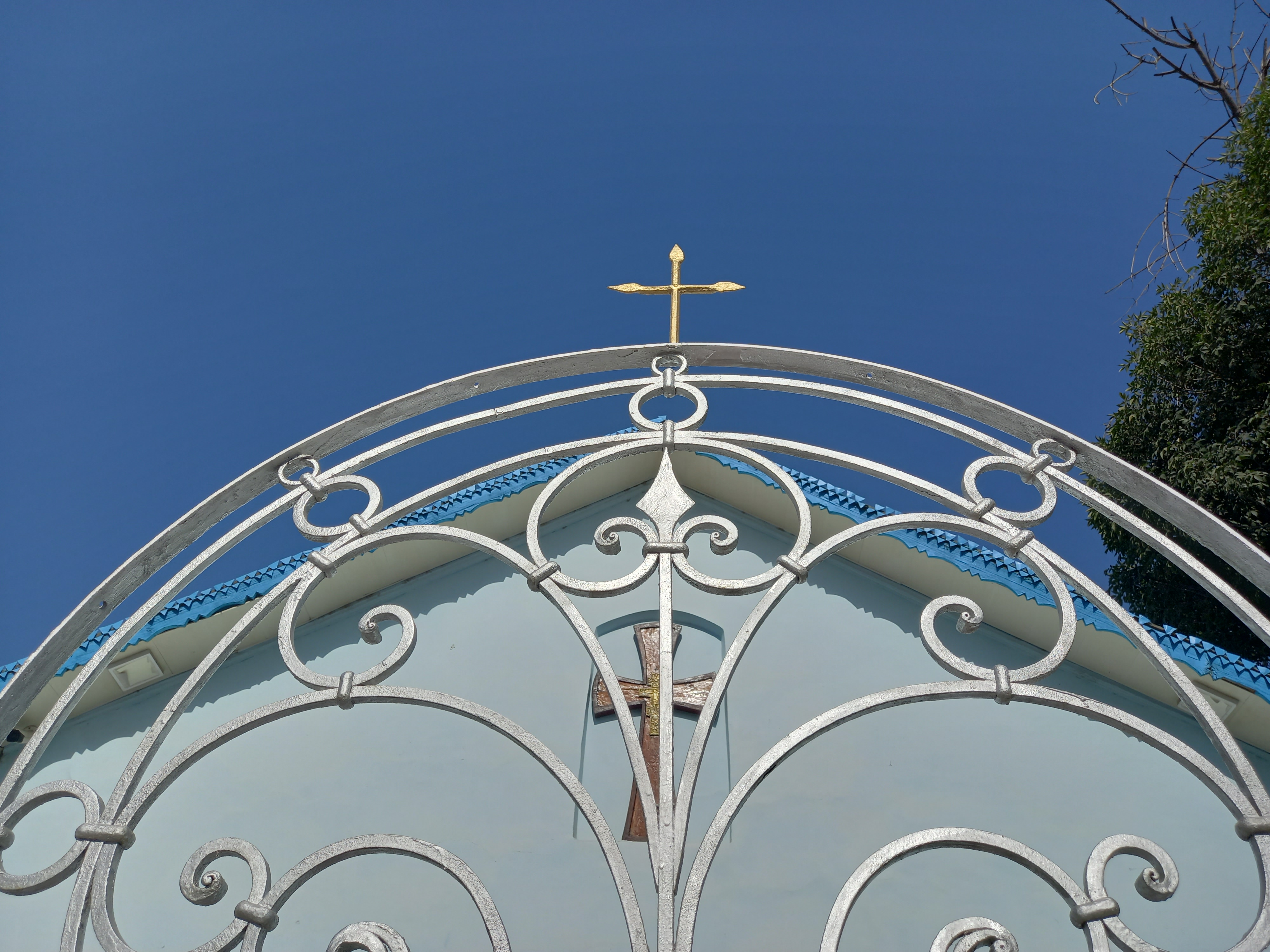
Огорожа храму
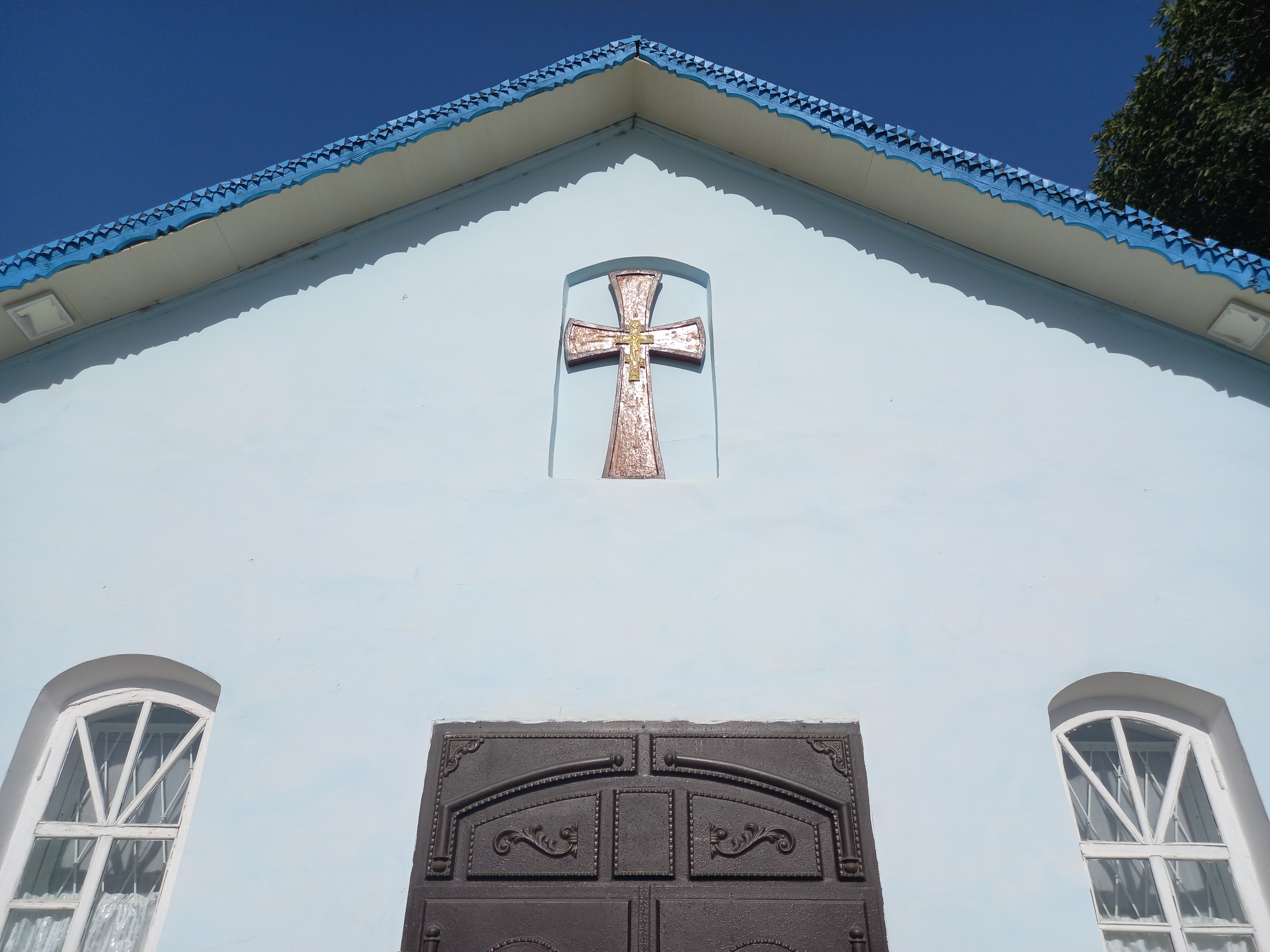
Хрест на фасаді будівлі
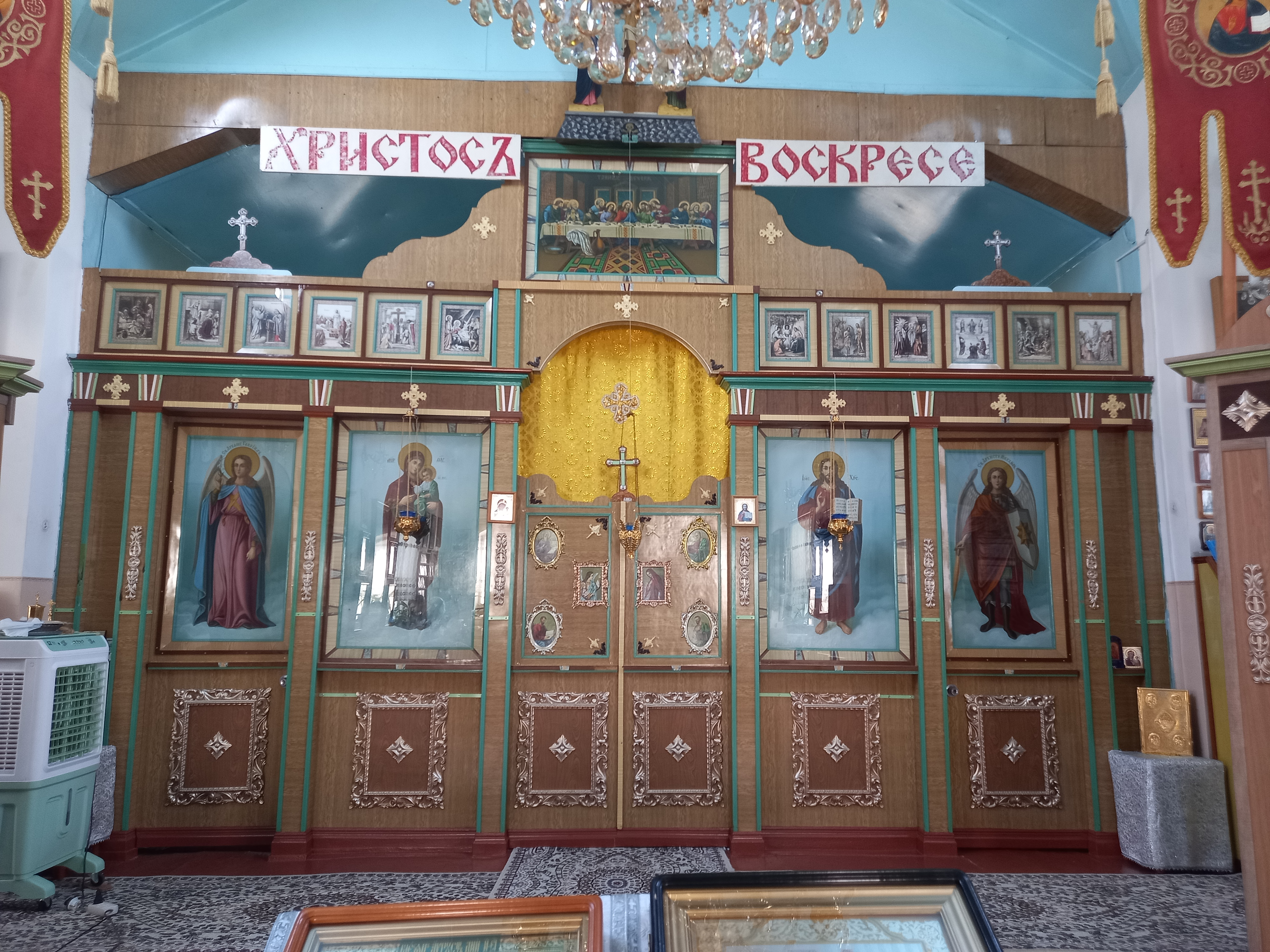
Вівтар
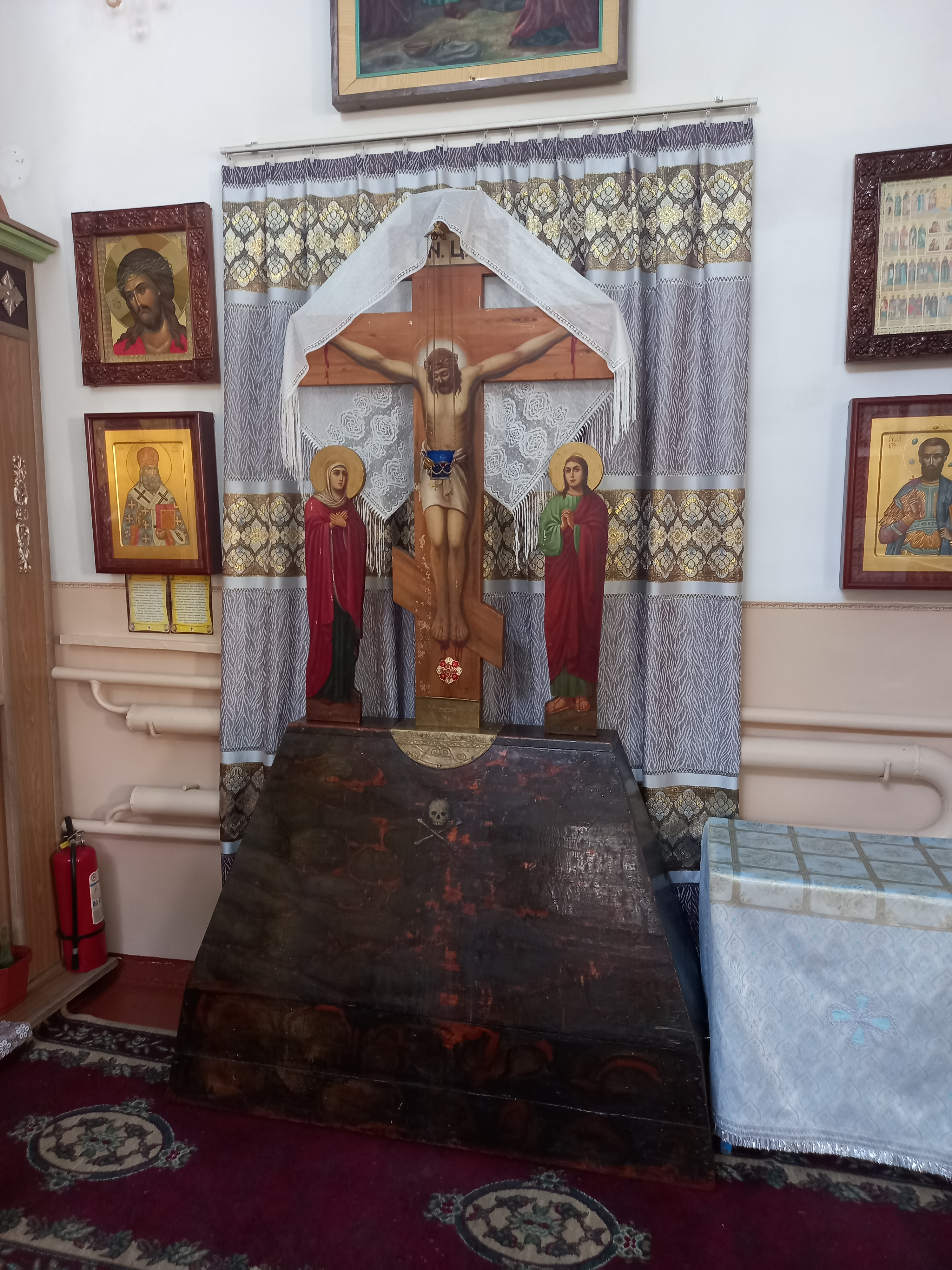
Ікони
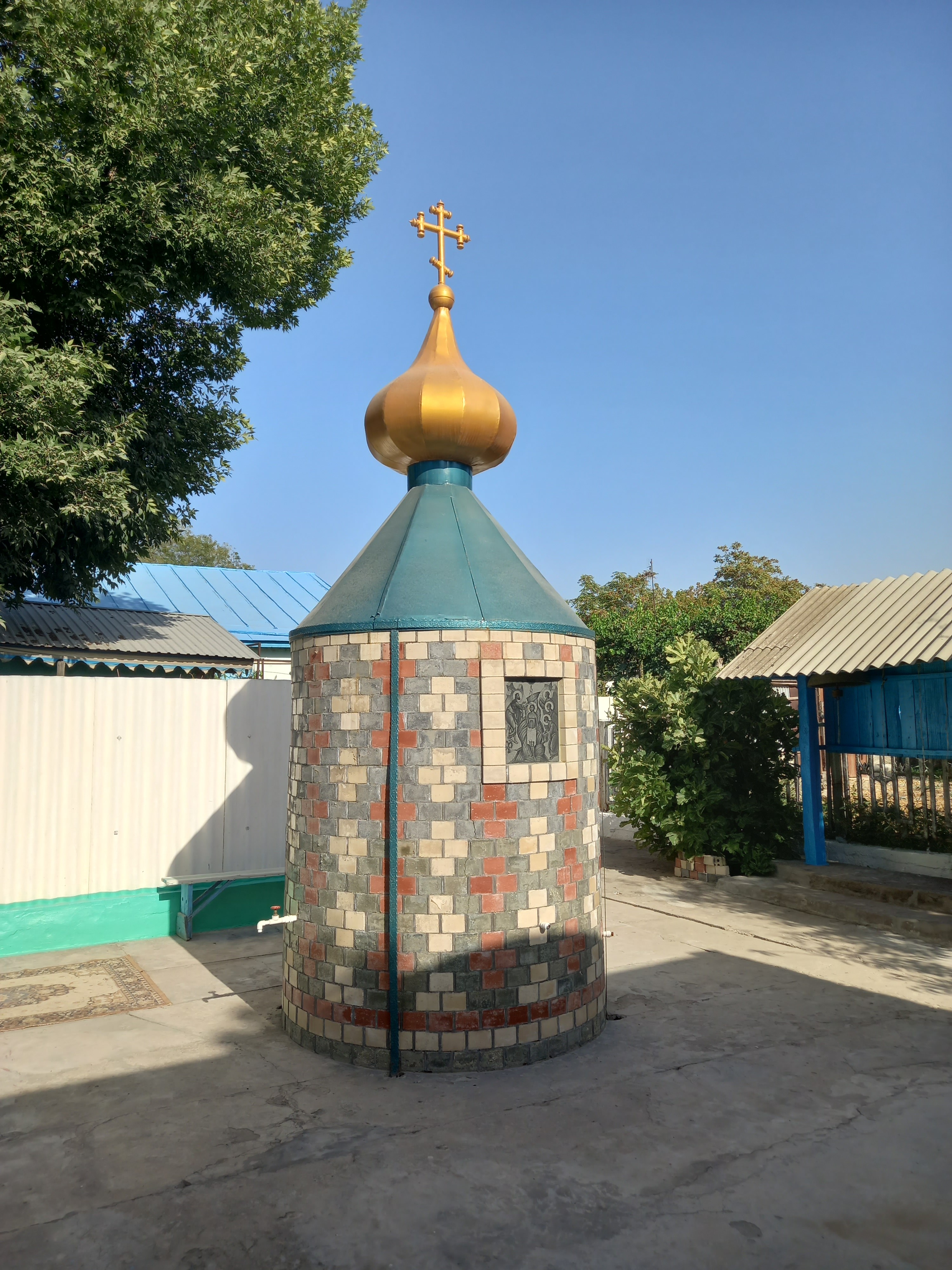